# Haddingen
Haddingen är en småort i Umeå kommun. Haddingen ligger längs med länsväg 363 strax söder om Tavelsjön, cirka två mil norr om Umeå.